# جمهوری پادشاهی
جمهوری پادشاهی یا جمهوری تاج دار (به انگلیسی: Crowned republic)، شکلی از حکومت است که در آن پادشاه یا ملکه اختیارات چندانی ندارد و تمام اختیارات به مجلس سپرده می‌شود و پادشاه فقط به عنوان یک چهره تشریفاتی و نماینده عالی کشور عمل می‌کند.

## تاریخچه
به عنوان یک اصطلاح غیررسمی، «جمهوری پادشاهی» فاقد هر گونه تعریف مشخصی از معنای آن است و تفاوت دقیق بین پادشاهی مشروطه و «جمهوری پادشاهی» مبهم است. افراد مختلف به دلایلی ایالت‌های مختلف را به عنوان جمهوری‌های تاج دار توصیف کرده‌اند. برای مثال، جیمز برایس در سال ۱۹۲۱ نوشت:
«با سلطنت من این چیز را می‌فهمم نه نام، یعنی هیچ دولتی که رئیس آن پادشاه یا امپراتور نامیده می‌شود، بلکه دولتی که اراده شخصی پادشاه در آن دائماً مؤثر است و در آخرین راه عامل غالب حکومت است؛ بنابراین، در حالی که چنین سلطنتی مانند نروژ واقعاً یک جمهوری تاجدار و در واقع یک جمهوری دموکراتیک است، پادشاهی قبل از ۱۹۱۷ در روسیه و قبل از ۱۹۰۵ در ترکیه و تا سال ۱۹۱۸ در آلمان و سلطنت اتریش - مجارستان به میزان کمتری وجود داشت. نیروی قابل ملاحظه ای در اداره امور».
در سال ۱۷۶۳، جان آدامز استدلال کرد که امپراتوری بریتانیا شکلی از جمهوری است:
«قانون اساسی بریتانیا خیلی بیشتر شبیه یک جمهوری است تا یک امپراتوری. آنها جمهوری را حکومت قانون می‌دانند و نه دولت مردان. اگر این تعریف عادلانه باشد، قانون اساسی بریتانیا چیزی بیشتر و کمتر از یک جمهوری نیست که در آن پادشاه قاضی اول است. موروثی بودن این منصب و برخورداری از چنین اختیارات فراوان و پرشکوهی، تا زمانی که تابع قوانین ثابتی باشد که مردم در وضع آن رأی دارند و حق دفاع دارند، مخالفتی با جمهوری بودن دولت ندارد. امپراتوری استبداد است و امپراتور مستبد است که هیچ قانون یا محدودیتی جز اراده خود ندارد. این گستره ای از استبداد فراتر از سلطنت مطلقه است.»
کمیته مشورتی جمهوری استرالیا کشور را به عنوان «جمهوری پادشاهی» توصیف کرد و اظهار داشت: «ایالتی است که در آن حاکمیت در مردم آن مستقر است و در آن همه مناصب دولتی، به جز در راس سیستم، توسط افراد پر می‌شود. اقتدار خود را به‌طور مستقیم یا غیرمستقیم از مردم می‌گیرند» بنابراین «ممکن است مناسب باشد استرالیا را به عنوان یک جمهوری پادشاهی در نظر بگیریم». ریچارد شافی بیکر، بنیانگذار استرالیایی، از واژه «جمهوری پادشاهی» استفاده نکرد، اما به عنوان یکی از اولین کسانی که این دیدگاه را بیان کرد، شناخته شده‌است. او «با افتخار وفاداری خود را به ملکه در همان نفسی که خود را جمهوری‌خواه اعلام کرد، اعلام کرد» و معتقد بود که جمهوری خواهی صرفاً حول فقدان سلطنت نمی‌چرخد.
اچ جی ولز (۱۸۶۶–۱۹۴۶) این اصطلاح را در کتاب خود با عنوان «تاریخ کوتاه جهان» برای توصیف پادشاهی متحده،  به کار برد، همان‌طور که آلفرد، لرد تنیسون در سال ۱۸۷۳ در پایانی بر «بت‌های پادشاه» (Idylls of the King) استفاده کرد.  در اشاره به بریتانیا به عنوان یک جمهوری تاجگذاری شده، کمیته مشورتی جمهوری استرالیا اظهار داشت: «بریتانیا احتمالاً از اواخر قرن هجدهم یک سلطنت مشروطه نبوده‌است.»
در پادشاهی یونان، اصطلاح Βασιλευομένη جمهوری (Vasilevoméni Dimokratía)، به معنای واقعی کلمه سلطنت دموکراتیک یا جمهوری پادشاهی شده) پس از انقلاب ۲۳ اکتبر ۱۸۶۲، که منجر به معرفی قانون اساسی ۱۸۶۴ شد، رایج شد.  قانون اساسی ۱۹۵۲ این مفهوم را با اعلام شکل حکومت جمهوری تاجدار به قانون تبدیل کرد.  گاهی اوقات به «دموکراسی سلطنتی» ترجمه می‌شود.

## جمهوری سلطنتی ملکه الیزابت اول
در سال ۱۹۸۷، پاتریک کالیسون استدلال کرد که دولت انگلستان الیزابتی (۱۵۵۸–۱۶۰۳) را می‌توان به عنوان یک «جمهوری سلطنتی» توصیف کرد، زیرا محدودیت‌های جدی برای اقتدار مستقل ملکه وجود داشت، و برخی از اعضای شورای خصوصی از طرحی حمایت کردند که اجازه می‌دهد یک دوره کوتاه میان سلطنتی را فراهم کند. اگر ملکه باید توسط دشمنان کاتولیک خود کشته شود. بسیاری از مورخان این نظریه را پذیرفته و آن را گسترش داده‌اند. با این حال، در سال ۲۰۱۹، جاناتان مک گاورن پیشنهاد کرد که این صورت‌بندی اغراق‌آمیز است و مورخان بعدی با آن خیلی جدی برخورد کرده‌اند.

## یادداشت
1. ↑  (Bryce 1921)
2. ↑  "John Adams argues that the British Empire is not a "true" empire but a form of a "republic" where the rule of law operates (1763)". Online Library of Liberty. Archived from the original on 2021-05-06. Retrieved 2021-10-10.
3. 1 2  (Patmore 2009)
4. ↑  McKenna, Mark (November 1997). "Sir Richard Chaffey Baker—the Senate's First Republican" (PDF). Papers on Parliament. Department of the Senate. 30: 49–62.
5. ↑  Wells 1922.
6. ↑  Tennyson 1873.
7. ↑  Great Greek Encyclopedia 1934.
8. ↑  Constitution of Greece 1952.
9. ↑  Markesinis, Basil S. (1973). "Reflections on the Greek Constitution". Parliamentary Affairs. 27 (1973September): 8–27. doi:10.1093/parlij/27.1973sep.8.
10. ↑  Collinson, Patrick (1 مارس 1987). "The monarchical republic of Queen Elizabeth I". Bulletin of the John Rylands Library. 69 (2): 394–424. doi:10.7227/BJRL.69.2.5 – via www.manchesterhive.com.
11. ↑  John F. McDiarmid, ed. The Monarchical Republic of Early Modern England: Essays in Response to Patrick Collinson (Aldershot: Ashgate, 2007).
12. ↑  Jonathan McGovern, ‘Was Elizabethan England Really a Monarchical Republic?’, Historical Research 92, no. 257 (2019), 515-528.